# Gert Kjærgård Pedersen
Gert Kjærgård Pedersen (13. april 1940 i København – 15. marts 2004) var en markant dansk matematiker og professor ved Københavns Universitet. Han var gift med Dorte Olesen til sin død.
Han blev student fra Sankt Annæ Gymnasium i 1958, og mag.scient. i matematik fra Københavns Universitet i 1964. I 1972 erhvervede han doktorgraden (dr. phil.) med disputatsen C*-Integrals, an approach to non-commutative measure theory.
Kjærgård Pedersen blev udnævnt til professor i matematik ved Københavns Universitet i 1975 og var central i opbygningen af det matematiske fagområde operatoralgebra i Danmark.
Kjærgård Pedersen nød stor international anerkendelse og han er forfatter til talrige videnskabelige arbejder. Han er især kendt for sine monografier C*-Algebras and their Automorphism Groups (1979) og Analysis Now (1988), som er berømmet for den elegante og prægnante matematiske fremstilling.
Gert Kjærgård Pedersen var formand for Dansk Matematisk Forening i perioden 1974-1978. Han blev indvalgt i Videnskabernes Selskab i 1977. Han var Ridder af Dannebrogordenen af 1 .grad.